# Licaria camara
Licaria camara är en lagerväxtart som först beskrevs av Robert Hermann Schomburgk, och fick sitt nu gällande namn av André Joseph Guillaume Henri Kostermans. Licaria camara ingår i släktet Licaria och familjen lagerväxter. Inga underarter finns listade i Catalogue of Life.